# Distretto di Nanshan (Hegang)
Il distretto di Nanshan (南山区S, Nánshān QūP) è un distretto della Cina, situato nella provincia di Heilongjiang e amministrato dalla prefettura di Hegang.